# Clyde Benson
Pour les articles homonymes, voir Benson.
Clyde Benson (né le 20 juillet 1881 à Marshalltown, dans l'Iowa et mort le 15 octobre 1947 dans le comté de San Joaquin, en Californie) est un acteur américain du muet .

## Filmographie partielle
- 1915 : The Burden Bearer de Burton L. King
- 1916 : If My Country Should Call (en) de Joseph De Grasse
- 1917 : Perils of the Secret Service (it) de Hal Mohr et George Bronson Howard (en)
- 1917 : Triumph (en) de Joseph De Grasse
- 1918 : The Savage Woman (en)) d'Edmund Mortimer et Robert G. Vignola
- 1918 : Un garçon parfait (More Trouble) d'Ernest C. Warde
- 1918 : Le Roman de Tarzan (The Romance of Tarzan) de Wilfred Lucas
- 1920 : Jack sans peur (en) (Daredevil Jack) de W. S. Van Dyke
- 1920 : La Vierge d'Istanbul (The Virgin of Stamboul) de Tod Browning
- 1922 : The Primitive Lover de Sidney Franklin